# Marsdenia belensis
Marsdenia belensis är en oleanderväxtart som beskrevs av P.I. Forster. Marsdenia belensis ingår i släktet Marsdenia och familjen oleanderväxter. Inga underarter finns listade i Catalogue of Life.